# Campionato di calcio della Repubblica Socialista Sovietica d'Estonia 1970
Il Campionato di calcio della Repubblica Socialista Sovietica d'Estonia 1970 era la massima divisione del campionato estone ed era un campionato regionale sovietico. La vittoria finale andò al Norma Tallinn che vinse il terzo titolo della sua storia.

## Formula
Era formato da dodici squadre: ogni formazione si incontrava le altre in gironi di andata e ritorno, per un totale di 22 incontri. Erano previsti due punti per la vittoria e uno per il pareggio.

## Classifica finale
|    | Classifica finale         | G  | V  | N | P  | GF | GS | Dif | Pt |
| -- | ------------------------- | -- | -- | - | -- | -- | -- | --- | -- |
| 1  | Norma Tallinn             | 22 | 14 | 6 | 2  | 42 | 9  | +33 | 34 |
| 2  | Kreenholm Narva           | 22 | 13 | 2 | 7  | 35 | 19 | +16 | 28 |
| 3  | Keemik Kohtla-Järve       | 22 | 11 | 6 | 7  | 32 | 19 | +13 | 28 |
| 4  | Tekstiil Tallinn          | 22 | 10 | 8 | 4  | 27 | 15 | +12 | 28 |
| 5  | Dvigatel Tallinn          | 22 | 10 | 6 | 6  | 35 | 21 | +14 | 26 |
| 6  | BLTSK                     | 22 | 10 | 5 | 7  | 38 | 25 | +13 | 25 |
| 7  | Start Tallinn             | 22 | 9  | 6 | 7  | 40 | 21 | +19 | 24 |
| 8  | Tempo Tallinn             | 22 | 8  | 7 | 7  | 33 | 22 | +11 | 23 |
| 9  | Dünamo Tallinn            | 22 | 5  | 6 | 11 | 27 | 36 | -9  | 16 |
| 10 | Kaevur Jõhvi Kohtla-Järve | 22 | 5  | 4 | 13 | 19 | 53 | -34 | 14 |
| 11 | Jõud Türi                 | 22 | 4  | 3 | 15 | 11 | 58 | -47 | 11 |
| 12 | RT Tartu                  | 22 | 2  | 3 | 17 | 7  | 48 | -41 | 7  |

G = Partite giocate; V = Vittorie; N = Nulle/Pareggi; P = Perse; GF = Goal fatti; GS = Goal subiti; Dif = differenza reti; 